# Paa Kant med Samfundet
Paa Kant med Samfundet er en amerikansk stumfilm fra 1918 af Cecil B. DeMille.

## Medvirkende
- Raymond Hatton -John Tremble
- Kathlyn Williams - Jane Tremble
- Edythe Chapman
- Elliott Dexter - George Coggeswell
- Noah Beery
- Guy Oliver - McFarland
- John Burton - Charles Barden
- Tully Marshall - F.P. Clumley
- William H. Brown - Stauberry